# Колібрі-сапфір чорнолобий
Колі́брі-сапфі́р чорнолобий (Basilinna xantusii) — вид серпокрильцеподібних птахів родини колібрієвих (Trochilidae). Ендемік Мексики. Вид названий на честь угорського зоолога Яноша Ксантуша.

## Опис

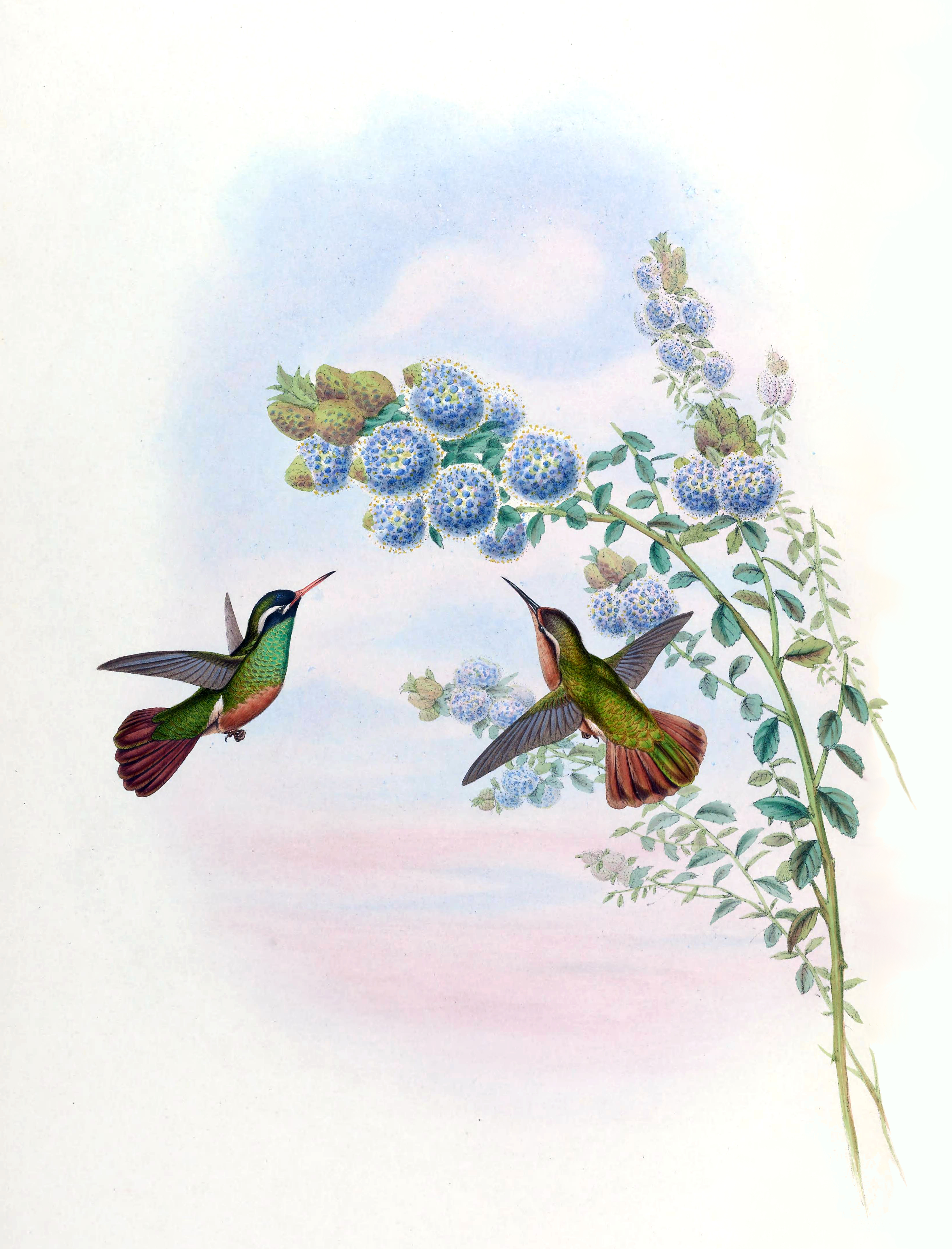
Чорнолобий колібрі-самоцвіт

Довжина птаха становить 8,5-9,5 см, вага 3,2-4 г. У самців тім'я, потилиця і верхня частина тіла золотисто-зелені або смарагдово-зелені, пера на надхвісті і верхні покривні пера хвоста мають руді краї. Лоб і підборіддя чорні, решта голови чорнувата, за очима широкі білі смуги, горло смарагдово-зелене, блискуче. Нижня частина тіла коричнева, боки поцятковані зеленими плямками, нижні покривні пера хвоста блідо-коричневі. Хвіст рудувато-каштановий, центральні стернові пера мають широкі блискучі зелені краї, решта стернових пер мають тонкі зелені краї. Дзьоб прямий, червоний з чорним кінчиком, довжиною 17 мм.
У самиць обличчя чорнувато-коричневе, за очима широкі блідо-охристі смуги. Лоб у них тьмяно-буруватий, верхня частина тіла золотисто-зелена, блискуча, пера на надхвісті мають руді краї. Нижня частина тіла, включно з горлом і нижніми покривними перами хвоста, блідо-коричнювата або коричнева. Центральні стернові пера золотисто-зелені з рудуватими стрижнями, решта стернових пер темно-руді, на кінці більш бліді. Забарвлення молодих птахів є подібне до забарвлення самиць, однак горло у них зелене.

## Поширення і екологія
Чорнолобі колібрі-сапфіри мешкають в центральній і південній частині півострова Каліфорнія, бродячі птахи також спостерігалися в Каліфорнії і Британській Колумбії. Вони живуть в сухих чагарникових і кактусових заростях, в дубових (Quercus devia) і соснових лісах (Pinus cembroides), а також відвідують прибережні пустелі і сади. Зустрічаються переважно на висоті від 150 до 1500 м над рівнем моря, іноді на висоті від рівня моря до 2200 м над рівнем моря.

## Поведінка
Чорнолобі колібрі-сапфіри живляться нектаром різноманітних квітучих трав'янистих рослин, чагарників і дерев, зокрема, Arbutus peninsularis, Castilleja bryantii, Lepechinia hastata, Lepechinia hastata, Behria tenuiflora, Lobelia laxiflora, Calliandra gehörende, Calliandra peninsularis, Mirabilis jalapa і Fouquieria diguetii, а також дрібними комахами, яких ловлять в польоті або збирають з рослинності. Шукають їжу в усіх ярусах лісу, захищають кормові території. Чорнолобі колібрі-сапфіри є основними запилювачами Arbutus xalapensis.
Сезон розмноження у чорнолобих колібрі-сапфірів триває з липня по вересень-жовтень на півночі ареалу і з лютого по квітень на півдні ареалу. Гніздо чашоподібне, робиться з тонких рослинних волокон, іншого рослинного матеріалу і пір'їнок, скріплених за допомогою павутиння, зовні покривається лишайниками і корою, підвішується до кінчика тонкої гілки, на висоті 1-2 м над землею, часто над водою. В кладці 2 яйця. Інкубаційний період триває 15-16 днів, пташенята покидають гніздо через 22 дні після вилуплення.